# Carl Stanley
Carl Stanley, född 1 december 1996, är en svensk ståuppkomiker.
År 2015 medverkade han i Mystikhörnans andra säsong där han spelade trolljägaren Axen Johnsson.

## Biografi
Carls Stanley växte upp i ett villaområde i Helsingborg med båda föräldrarna och en yngre bror. Han har särskilt nämnt att han såg Eva Rydberg i en föreställning på TV som barn och önskade att han kunde få göra som hon. Han började senare trolla, där han specialiserade sig på close-up-trolleri med kortlekar, även det efter att ha sett en föreställning på TV med Seth Engström. Som trollkarl började han uppträda på lokala evenemang och blandade in ståuppkomik i sina framträdanden. År 2011, som fjortonåring, ställde han upp i svenska mästerskapen i trolleri i både junior- och seniorklassen. Han vann juniorklassen och kom tvåa i seniorklassen, och han vann sedermera seniorklassen även 2013.
När han slutade högstadiet på Västra Bergaskolan fick han stipendium för Utmärkt innovation eller entreprenörskap, vilket tilldelades i Helsingborgs rådhus. Han valde sedan att studera ekonomi på gymnasiet. Han upptäcktes under gymnasietiden av Lena Frisk när han uppträdde lokalt och som sedan hade med honom i flera föreställningar i Helsingborg och Malmö.
Efter gymnasiet flyttade han till Stockholm och satsade helt på ståuppkomiken. Samtidigt växte hans Youtubekanal och han nominerades till Årets löfte på Youtubegalan Guldtuben 2015, där han kom på andra plats. Han fick ett bredare genombrott med Youtubevideon Sytemkollaps året efter, där han går runt i ett sömnigt Stockholm och upprört beskriver hur det faller ihop, som en reaktion på det uppskruvade tonläget efter flyktingkrisen 2015. Det ledde bland annat att han blev paneldeltagare i humorprogrammet Parlamentet hösten 2016, som den yngste deltagaren någonsin. Samma år vann han Svenska standupgalan i kategorin Årets nykomling.
Han har samarbetat mycket med Marcus Berggren, bland annat har de podcasten Tombola Podcast tillsammans och de gjorde Motorcykelkriget till SVT.
Hösten 2017 åkte han på sin första turné som komiker med uppsättningen Ärligt talat, och år 2019 åkte han ut på turnén Född 1996. Titeln var en reaktion på att publiken ofta reagerar på hans låga ålder, och att ha det som titel så menar han att han klarat av den saken. År 2022 gjorde han sin tredje turnén; Akta huet. Föreställningar ur alla tre turnéerna spelades in och visades av Sveriges Television.
Under våren 2024 inledde han en ny turné för att testa nya skämt inför en ordinarie turné.

## Turné
- 2017 – Ärligt talat (Sverigeturné, föreställningen i Draken i Göteborg visades av SVT).
- 2019 – Född 1996 (Sverigeturné, föreställningen i Lunds Stadsteater visades av SVT).
- 2022 – Akta huet (Sverigeturné, föreställningen i Halmstads teater visades av SVT).

## TV och film
- 2016 – Parlamentet (TV-serie)
- 2017 – Parlamentet (TV-serie)
- 2017 – Släng dig i brunnen (TV-serie)
- 2017 – Robins (TV-serie)
- 2018 – Tror du jag ljuger? (TV-serie)
- 2018 – Motorcykelkriget (TV-serie)
- 2018 – 2020 (TV-serie)

## Podcasts
- 2015-2016 - Resa och Boende
- 2016 - Tombola Podcast
- 2018 - Carl Stanley podcast

## Priser och utmärkelser
- 2012: Andraplats i SM i kortmagi[13]
- 2013: Svensk mästare i salongsmagi[14]
- 2013: Svensk mästare i close up-magi[14]
- 2016: Bästa nykomling på Svenska Stand up-galan
- 2022: Årets manliga komiker på Svenska Stand up-galan